# Utica (Dakota du Sud)
Pour les articles homonymes, voir Utica.
Utica est une municipalité américaine située dans le comté de Yankton, dans l'État du Dakota du Sud.
Le nom de la localité provient du sioux Otica, qui signifie « habitant », ou de la ville d'Utica dans l'État de New York.

## Démographie
| 1910 | 1920 | 1930 | 1940 | 1950 | 1960 |
| ---- | ---- | ---- | ---- | ---- | ---- |
| 103  | 141  | 98   | 95   | 84   | 70   |

| 1970 | 1980 | 1990 | 2000 | 2010 | - |
| ---- | ---- | ---- | ---- | ---- | - |
| 89   | 100  | 115  | 86   | 65   | - |

Selon le recensement de 2010, elle compte 65 habitants. La municipalité s'étend sur 0,26 milles carrés (0,67 km2).